# Marcos Paulo (football, 2001)
Pour les articles homonymes, voir Marcos Paulo.
Marcos Paulo Costa do Nascimento, né le 1er février 2001 à Niterói, plus connu sous le nom de Marcos Paulo, est un footballeur luso-brésilien qui joue au poste d'attaquant à l'Operário Ferroviário.

## Biographie

### En club
Avec l'équipe de Fluminense, il fait ses débuts en Coupe du Brésil le 6 février 2019, lors d'un déplacement sur la pelouse du Ríver Atlético Clube, à l'occasion du 1er tour de la compétition (victoire 0-5). 
Il joue son premier match en Serie A brésilienne le 18 mai 2019, lors de la réception du club de Cruzeiro (victoire 4-1).
Le 31 juillet 2019, il inscrit un doublé lors des huitièmes de finale de la Copa Sudamericana. Le club de Fluminense s'impose 3-1 à domicile contre l'équipe uruguayenne du CA Peñarol.

### En équipe nationale
Convoqué avec la sélection des moins de 18 ans brésilienne, Marcos Paulo rejoint finalement les sélections de jeunes portugaises.
Avec l'équipe du Portugal des moins de 18 ans, il inscrit deux buts en avril 2019, contre le Mexique (victoire 3-1) et le Danemark (victoire 2-1).
Avec l'équipe du Portugal des moins de 19 ans, il inscrit un but en amical contre l'équipe d'Angleterre, le 4 juin 2019 (victoire 2-3).

## Statistiques
| Saison                | Club                  | Championnat           | Championnat | Championnat | Championnat | Coupe(s) nationale(s) | Coupe(s) nationale(s) | Coupe(s) nationale(s) | Compétition(s) continentale(s) | Compétition(s) continentale(s) | Compétition(s) continentale(s) | Compétition(s) continentale(s) | Championnat Carioca | Championnat Carioca | Championnat Carioca | Total | Total | Total |
| Saison                | Club                  | Division              | M.          | B.          | P.d.        | M.                    | B.                    | P.d.                  | Comp.                          | M.                             | B.                             | P.d.                           | M.                  | B.                  | P.d.                | M.    | B.    | P.d.  |
| 2019                  | Fluminense            | Série A               | 24          | 4           | 4           | 2                     | 0                     | 0                     | CS                             | 6                              | 2                              | 1                              | 3                   | 0                   | 0                   | 35    | 6     | 5     |
| 2020                  | Fluminense            | Série A               | 24          | 3           | 3           | 5                     | 2                     | 0                     | CS                             | 2                              | 0                              | 1                              | 11                  | 3                   | 2                   | 42    | 8     | 6     |
| Sous-total            | Sous-total            | Sous-total            | 48          | 7           | 7           | 7                     | 2                     | 0                     | -                              | 8                              | 2                              | 2                              | 14                  | 3                   | 2                   | 77    | 14    | 11    |
| Total sur la carrière | Total sur la carrière | Total sur la carrière | 48          | 7           | 7           | 7                     | 2                     | 0                     | -                              | 8                              | 2                              | 2                              | 14                  | 3                   | 2                   | 77    | 14    | 11    |